# Liste der Mitglieder des liechtensteinischen Landtags (1878)
Diese Liste führt die Mitglieder des Landtags des Fürstentums Liechtenstein auf, der aus den Landtagswahlen des Jahres 1878 hervorging. Die Wahl des Jahres 1878 war die erste Wahl, nach der Verfassungsänderung, bei der Liechtenstein in zwei Wahlkreise aufgeteilt wurde – Oberland und Unterland. Außerdem wurde bei dieser Verfassungsänderung auch das Wahlrecht geändert. Im Gegensatz zur bisherigen Praxis durften nun auch Personen wählen, die in einem Gesindeverhältnis standen oder die aufgrund mangelnder Beweise von einem Gericht freigesprochen wurden oder gegen die zum Zeitpunkt der Wahl ermittelt wurde. Außerdem wurde die Bestimmung fallen gelassen, dass mindestens zwei Drittel der Wahlmänner anwesend sein musste, damit sich Zustände wie bei der Wahl 1877 nicht wiederholen konnten. Die Wahl zuvor war abgebrochen worden, weil die Wahlmänner des Unterlandes aus Protest gegen Absprachen der Oberländer diese nicht fortsetzen wollten. Ab nun galt, dass die Wahl, ohne Rücksicht auf die Anzahl der anwesenden Wahlmänner, zur festgelegten Zeit beginnt. Außerdem betrug die Amtszeit nun vier Jahre und nicht mehr sechs, dafür wurden bei jeder Wahl alle Abgeordneten neu gewählt und nicht mehr nur eine Hälfte.
Die vom Volk zwischen dem 16. April und dem 30. April 1878 gewählten Wahlmänner trafen sich am 15. Mai 1878 in Vaduz (WK Oberland) und am 16. Mai in Mauren (WK Unterland). Im Wahlkreis Oberland wurden sieben Abgeordnete gewählt, im Wahlkreis Unterland fünf. Außerdem wurden am 1. Juni 1878 drei Abgeordnete vom Landesfürsten Johann II. ernannt.
Um in den Landtag gewählt zu werden, benötigte man in den ersten beiden Wahlgängen die absolute Mehrheit aller anwesenden Wahlmänner. Konnten bis dahin immer noch nicht genügend Abgeordnete gewählt werden, reichte im dritten Wahlgang die relative Mehrheit.

## Anzahl der Wahlmänner
Nach der Liechtensteinischen Verfassung wurde der Landtag nicht direkt, sondern mittels Wahlmännern gewählt. Zwischen dem 16. April und dem 30. April 1878 fanden die Wahlen in den Gemeindelokalen aller Gemeinden statt. Die Anzahl der Wahlmänner, die eine Gemeinde stellte, richtete sich nach der Anzahl der Einwohner der Gemeinde. Für 100 Einwohner stellte sie zwei Wahlmänner, wobei die Einwohnerzahl auf volle 100 kaufmännisch gerundet wurde. Für die Landtagswahl 1878 stellten die elf Gemeinden folgende Wahlmänner.
| Gemeinde     | Wahlmänner |
| ------------ | ---------- |
| Balzers      | 22         |
| Eschen       | 18         |
| Gamprin      | 6          |
| Mauren       | 18         |
| Planken      | 2          |
| Ruggell      | 10         |
| Schaan       | 20         |
| Schellenberg | 8          |
| Triesen      | 18         |
| Triesenberg  | 20         |
| Vaduz        | 18         |
| Gesamt       | 160        |

## Liste der Mitglieder
Die Wahlmänner des Wahlkreises Oberland trafen sich am 15. Mai 1878 im Schlosssaal in Vaduz, um die Wahl der Abgeordneten durchzuführen. Die Wahlmänner aus Unterland trafen sich einen Tag später, am 16. Mai 1878, im Batlinerschen Gasthaus in Mauren. Seit 1877 galt dabei, dass die Wahl auf jeden Fall zur angekündigten Uhrzeit begonnen wird, auch wenn nicht alle Wahlmänner anwesend sind. Daher waren von den 100 aus dem Wahlkreis Oberland gewählten Wahlmännern nur 96 anwesend, aber alle der 60 Unterland-Wahlmänner.
Bei der Wahl im Oberland wurden im ersten Wahlgang sieben Abgeordnete mit absoluter Mehrheit gewählt. Im zweiten Wahlgang wurden drei Stellvertreter gewählt. Die fünf Abgeordneten aus Unterland wurden ebenfalls im ersten Wahlgang gewählt, lediglich die Wahl der zwei Stellvertreter benötigte drei Wahlgänge. Am 1. Juni 1878 bestätigte der Landesfürst die drei Abgeordneten, die er auch schon bei der letzten Wahl ernannt hatte.
| Name                   | Wahlkreis | Bemerkungen                            |
| ---------------------- | --------- | -------------------------------------- |
| Josef Anton Amann      | Oberland  | Erster Wahlgang                        |
| Franz Josef Biedermann | Unterland | Erster Wahlgang                        |
| Wendelin Erni          | Oberland  | Erster Wahlgang                        |
| Sebastian Heeb         | Unterland | Erster Wahlgang                        |
| Michael Kaiser         | Unterland | Erster Wahlgang                        |
| Franz Josef Kind       | Unterland | Erster Wahlgang                        |
| Johann Georg Matt      | Ernennung |                                        |
| Josef Martin Oehri     | Unterland | Erster Wahlgang                        |
| Peter Rheinberger      | Oberland  | Erster Wahlgang                        |
| Johann Alois Schlegel  | Oberland  | Erster Wahlgang                        |
| Karl Wilhelm Schlegel  | Oberland  | Erster Wahlgang                        |
| Josef Tschetter        | Oberland  | Rückte 1789 für Johann Georg Vogt nach |
| Johann Georg Vogt      | Oberland  | Erster Wahlgang; starb 1879            |
| Josef Walser           | Ernennung |                                        |
| Christoph Wanger       | Oberland  | Erster Wahlgang                        |
| Franz Wolfinger        | Ernennung |                                        |

## Liste der Stellvertreter
Nach den Abgeordneten wurden deren Stellvertreter gewählt. Ebenfalls wurde hier in den ersten zwei Wahlgängen eine absolute Mehrheit und im dritten Wahlgang eine relative Mehrheit benötigt.
| Name            | Wahlkreis | Bemerkungen                          |
| --------------- | --------- | ------------------------------------ |
| Xaver Bargetzi  | Oberland  | rückte für Schädler nach             |
| Josef Gassner   | Oberland  | Zweiter Wahlgang                     |
| Rudolf Oehri    | Unterland | Dritter Wahlgang                     |
| Karl Schädler   | Unterland | Erster Wahlgang                      |
| Rudolf Schädler | Oberland  | Zweiter Wahlgang, lehnte die Wahl ab |
| Josef Tschetter | Oberland  | Zweiter Wahlgang                     |